# 문척초등학교 삼성분교
문척초등학교 삼성분교는 대한민국 전라남도 구례군에 있었던 초등학교 분교이다.

## 연혁
- 1938년 6월 15일 간문공립심상소학교 부설 중산간이학교 개교
- 1943년 4월 1일 간문서공립국민학교로 승격
- 1947년 6월 17일 삼성국민학교로 개칭
- 1982년 3월 1일 문척국민학교 삼성분교 격하
- 1996년 3월 1일 문척초등학교 삼성분교로 개칭
- 1997년 3월 1일 폐교